# Piero Fedele Pagano
Piero Fedele Pagano (Lecco, ... – 26 dicembre 1277) è stato un religioso italiano, venerato cone beato dalla Chiesa cattolica.
Inquisitore domenicano, subì il martirio il 26 dicembre 1277 ad opera di un gruppo di seguaci dell'eretico Corrado da Venosta, mentre stava conducendo quest'ultimo dalla Valtellina a Como per essere giudicato. Le sue spoglie riposano nella chiesa della Santissima Trinità del Centro Pastorale "Beato Card. Andrea Ferrari" di Como (Ex Seminario Diocesano).
A lui fu intitolato il circolo in cui furono inquadrati i giovani Cattolici lecchesi all'indomani dell'Unità d'Italia. Tale circolo, nella seconda metà dell'800 fu spesso coinvolto in apri scontri con il Circolo Democratico che invece inquadrava gli anticlericali lecchesi.

## Culto
Il Capitolo generale dei frati predicatori, riunitosi a Milano nel 1278, raccomandò il culto come martire e ordinò di registrarne i miracoli. Papa Niccolò III in due rescritti, il 1º giugno 1278 e il 29 novembre 1279 elogiò la sua dedizione per la fede.
Le sue reliquie erano venerate nella cappella del Vescovado di Como; nel 1932 vi fu una loro ricognizione e vennero trasferite nella cappella del Seminario maggiore; oggi parte delle reliquie si trovano a Colorina e a Lecco.